# Jugurtia turneri
Jugurtia turneri är en stekelart som först beskrevs av Schulthess 1929.  Jugurtia turneri ingår i släktet Jugurtia och familjen Masaridae. Inga underarter finns listade i Catalogue of Life.